# Berge, Osnabrück
Berge là một đô thị của huyện Osnabrück, bang Niedersachsen, Đức. Đô thị này có diện tích 66,78 km².